# Chuyện ngày mưa ở New York
Chuyện ngày mưa ở New York (tựa gốc tiếng Anh: A Rainy Day in New York) là một bộ phim hài-lãng mạn Mỹ năm 2019 do Woody Allen đạo diễn kiêm viết kịch bản, có sự tham gia diễn xuất của Timothée Chalamet, Elle Fanning, Selena Gomez, Jude Law, Diego Luna và Liev Schreiber. Bộ phim kể về kì nghỉ cuối tuần đầy "sóng gió" ở New York của một cặp sinh viên trẻ tuổi: trong khi chàng trai (Chalamet) mong muốn đưa bạn gái (Fanning) thăm thú quê nhà New York của mình để cả hai cùng gắn kết tình cảm, thì cô gái lại vô cùng bận rộn với công việc phỏng vấn một đạo diễn phim nổi tiếng (Schreiber).
Chuyện ngày mưa ở New York được hoàn thành vào năm 2018, nhưng nhà phân phối Amazon Studios đã tạm ngừng việc ra mắt bộ phim sau khi tranh cãi nổ ra xung quanh bê bối đời tư của Woody Allen và phong trào Me Too. Tác phẩm sau đó được phát hành tại Ba Lan vào ngày 26 tháng 7 năm 2019, cùng với đó là nhiều nước châu Âu, Nam Mỹ và châu Á. Ở Việt Nam, phim xuất hiện tại các rạp vào ngày 18 tháng 10 năm 2019.

## Nội dung
Gatsby Welles, một cậu ấm nhà giàu gốc New York, đang theo học tại trường Đại học Yardley. Vì yêu nữ sinh cũng xuất thân từ gia đình giàu có tại Tucson – Ashleigh, Gatsby vẫn cố ở lại Yardley dù anh không hề thích. Ashleigh chuẩn bị tới New York để phỏng vấn nhà làm phim Roland Pollard cho bài báo ở trường đại học. Gatsby cùng đi và lên kế hoạch đưa bạn gái đi thăm nhiều địa điểm lãng mạn trong thành phố, mặt khác cũng muốn tránh mặt cha mẹ anh, những người tối hôm đó sẽ tổ chức một buổi đại tiệc mùa Thu. Khi Ashleigh đang phỏng vấn Pollard, ông mời cô đến buổi chiếu thử bộ phim mới của mình khiến cô phải hủy buổi hẹn với Gatsby. Anh đành lang thang một mình trên đường phố New York và tình cờ gặp một bạn học cũ, người đang đạo diễn một bộ phim. Gatsby được đề nghị thế chỗ diễn viên vắng mặt để quay một cảnh khóa môi. Anh ngạc nhiên khi bạn diễn nữ hóa ra lại chính là Chan, em gái của người yêu cũ của anh. Anh tận hưởng nụ hôn nhưng cũng nói với Chan rằng anh đã có bạn gái. Họ phải hôn lại lần thứ hai khi bị đạo diễn nhắc nhở. Hoàn thành cảnh quay, anh cố liên lạc với Ashleigh, nhưng cô vẫn mải mê với những công chuyện xung quanh Pollard cũng như biên kịch của ông, Ted Davidoff, khiến Gatsby rất khó chịu.
Cuộc phỏng vấn của Ashleigh kéo dài đến chiều. Trong khi đó, Gatsby tình cờ gặp lại Chan khi cả hai cùng bắt một chiếc taxi dưới trời mưa tầm tã. Chan nói với Gatsby rằng cô đã từng thầm thích anh và không muốn nghe anh kể lể về Ashleigh. Buổi hẹn cuối tuần lãng mạn của Gatsby và Ashleigh tiếp tục phải trì hoãn khi anh gọi cho cô, nhưng cô vội vàng đáp lại rằng mình đang rất bận và không thể nói chuyện. Anh cùng Chan đến nhà bố mẹ cô, vừa đánh đàn piano vừa hát ca khúc "Everything Happens to Me" của Sinatra. Hai người cùng bàn về tình yêu họ dành cho New York và nhất trí rằng vào những ngày mưa, đây là một trong những chốn lãng mạn nhất.
Gatsby và Chan cùng nhau đến Viện bảo tàng Mỹ thuật Metropolitan. Ở đây, dù đã cố gắng tránh né, anh không may chạm mặt gặp chú dì của mình, qua đó để lộ với cha mẹ chuyện anh đang ở New York. Trong khi đó, Ashleigh bất ngờ được diễn viên nổi tiếng Francisco Vega mời đến trường quay xem trailer bộ phim mới của anh; hai người sau đó trở nên thân mật và cùng nhau đi uống. Gatsby đến nhà một người bạn để chơi bài poker. Trở về khách sạn với số tiền lớn thắng được, anh nhìn thấy Ashleigh trong một bản tin trên tivi, đang cặp kè với Vega. Buồn bã, Gatsby tới quán rượu Carlyle, nơi anh gặp và trò chuyện với cô gái điếm tên Terry.
Khi cùng Vega đến một bữa tiệc khác, Ashleigh gặp lại Pollard và tiếp tục bài phỏng vấn của cô. Vẫn còn bị thu hút bởi cô nữ sinh trẻ đẹp, Pollard muốn Ashleigh trở thành nàng thơ của ông trong bộ phim kế tiếp và ở bên cạnh ông. Cô tiến lại chỗ Vega, dường như lại tiếp tục tán tỉnh anh bằng những lời lẽ mơ hồ. Ở quán rượu Carlyle, Gatsby đề nghị trả Terry 5.000 USD với một điều kiện cô sẽ giả làm Ashleigh để cùng anh đến bữa tiệc của cha mẹ. Tại nhà Vega, nam diễn viên cùng Ashleigh hút thuốc, uống rượu và rồi cởi bỏ trang phục của cô để làm tình thì bạn gái anh, người mà Ashleigh tưởng đã chia tay với Vega, bất ngờ trở về. Ashleigh vội vàng trốn và buộc phải lén lút rời đi qua cửa sau của ngôi nhà dù trên người chỉ có chiếc áo mưa trùm lên bộ đồ lót.
Khi Gatsby cùng Terry đến bữa tiệc của gia đình, mẹ anh sớm nhận ra Terry là kẻ giả mạo và đuổi cô đi. Sau vài lời trách mắng con trai, mẹ anh thú nhận rằng thời trẻ, khi còn là một gái điếm, bà cũng đã làm y như vậy và nhờ đó kết hôn được với cha của Gatsby. Bà nói rằng đó là lí do vì sao Gatsby có được cuộc sống sung túc như bây giờ, khiến anh sốc đến độ không nói nên lời. Lát sau, ở quán Carlyle, Ashleigh tìm thấy Gatsby đang rất buồn rầu, cô thành thật với anh rằng mình đã say xỉn và ham vui quá đà. Cô hứa sẽ đền bù vào ngày hôm sau để hai người có thể hâm nóng tình cảm tại New York lãng mạn, đúng như những gì họ dự định khi chuyến đi bắt đầu. Cô cũng kể với anh tất cả những gì xảy đến với cô ngày hôm đó, còn Gatsby chỉ muốn ngay lập tức trở lại trường đại học. Sáng sớm hôm sau, cặp đôi quyết định đi dạo bằng xe ngựa ở Công viên Trung tâm trước khi trở về. Trong lúc đi, Ashleigh nhầm một bản nhạc của Cole Porter là của Shakespeare. Nhận ra rằng anh và Ashleigh không hợp nhau, Gatsby đột ngột nói lời chia tay với cô và bỏ đi. Anh đi dạo một mình trong công viên, dừng lại bên cạnh tháp đồng hồ Delacorte và chờ đợi. Đồng hồ điểm 6 giờ tối và chỉ một lúc sau đó Chan xuất hiện. Dưới làn mưa, Gatsby và Chan trao nhau nụ hôn say đắm.

## Diễn viên
- Timothée Chalamet trong vai Gatsby Welles
- Elle Fanning trong vai Ashleigh Enright
- Selena Gomez trong vai Chan Tyrell
- Jude Law trong vai Ted Davidoff
- Diego Luna trong vai Francisco Vega
- Liev Schreiber trong vai Roland Pollard
- Kelly Rohrbach trong vai Terry
- Annaleigh Ashford trong vai Lily
- Rebecca Hall trong vai Connie Davidoff
- Cherry Jones trong vai bà Welles
- Will Rogers trong vai Hunter Welles
- Suki Waterhouse trong vai Tiffany
- Ben Warheit trong vai Alvin Troller
- Griffin Newman trong vai Josh Loomis
- Kathryn Leigh Scott trong vai Wanda

## Sản xuất
Vào tháng 8 năm 2017, Timothée Chalamet, Selena Gomez và Elle Fanning xác nhận tham gia vào bộ phim mới nhất của Woody Allen do ông đạo diễn kiêm viết kịch bản, dựa trên câu chuyện mà ông đã ấp ủ trong suốt 15 năm. Em gái của ông, Letty Aronson, nắm vai trò nhà sản xuất, còn quyền phân phối tác phẩm thuộc về Amazon Studios. Tháng 10 năm 2017, Allen xác nhận bộ phim sẽ mang tựa đề A Rainy Day in New York. Trước đó một tháng, các diễn viên tiếp theo được công bố là Jude Law, Diego Luna, Liev Schreiber, Annaleigh Ashford, Rebecca Hall, Cherry Jones, Will Rogers và Kelly Rohrbach, tiếp đó là sự tham gia của Suki Waterhouse vào tháng 10 năm 2017.

### Quay phim
Quá trình ghi hình cho bộ phim bắt đầu vào ngày 11 tháng 9 năm 2017 tại thành phố New York và kết thúc vào ngày 23 tháng 10 cùng năm. Nhiều cảnh quay diễn ra tại Công viên Trung tâm và các căn hộ sang trọng gần đó thuộc khu vực bờ Đông. Phía trong và ngoài Viện bảo tàng Mỹ thuật Metropolitan cũng là một địa điểm ghi hình của phim, cùng với đó là nhiều con đường xung quanh làng Greenwich.

## Phát hành
Chuyện ngày mưa ở New York được phát hành tại Ba Lan vào ngày 26 tháng 7 năm 2019 bởi công ty phân phối và sản xuất phim độc lập Kino Świat. Bộ phim tiếp tục xuất hiện tại các rạp chiếu phim ở Litva, Hy Lạp, Hà Lan, Thổ Nhĩ Kỳ, Bỉ, Pháp, Slovakia, Israel, Ý, Tây Ban Nha, Bồ Đào Nha, Colombia, Mexico, Argentina, Đức, Brazil, Hàn Quốc, Nga, Mỹ Latinh và Nam Mỹ trong khoảng thời gian mùa thu năm 2019. Ngày 18 tháng 10 năm 2019, phim có mặt tại thị trường Việt Nam, thu về khoảng hơn 600 triệu VND. Chuyện ngày mưa ở New York được phát hành tại Vương quốc Anh dưới dạng kĩ thuật số vào ngày 5 tháng 6 năm 2020 và định dạng DVD vào ngày 27 tháng 7 năm 2020.
Bộ phim mở màn đêm công chiếu tại Liên hoan phim Mỹ Deauville vào ngày 6 tháng 9 năm 2019, sau đó được chiếu rạp tại Pháp vào ngày 18 tháng 9 cùng năm.

### Kiện tụng
Quá trình hậu kì của Chuyện ngày mưa ở New York kết thúc vào quý 3 năm 2018. Từ chỉ tạm gác lại dự án vì thấy nó khó lòng có thể tung ra thị trường, Amazon sau đó bỏ hẳn bộ phim; do đó, 2018 đánh dấu lần đầu tiên cả năm trôi qua mà không có một bộ phim mới nào của Woody Allen kể từ năm 1981. Vào tháng 2 năm 2019, Allen đệ đơn kiện Amazon, đòi hãng này bồi thường 68 triệu USD vì Amazon đã vi phạm hợp đồng khi không phát hành tác phẩm đúng như thỏa thuận ban đầu, cáo buộc hãng bỏ bộ phim chỉ vì "lý do mơ hồ", đồng thời cũng hủy bỏ cam kết phát hành ba phim khác của ông chỉ vì "một cáo buộc vô căn cứ đã kéo dài suốt 25 năm trời". Hành động pháp lý này của Allen nhằm mục đích lấy lại các khoản bồi thường tối thiểu cho bốn bộ phim, cùng với đó là với chi phí thiệt hại và kiện tụng. Vào tháng 5 năm 2019, có thông báo được đưa ra rằng Amazon đã trả lại quyền phân phối tại thị trường Hoa Kỳ cho Allen. Tháng 11 năm 2019, Allen rút đơn kiện Amazon và hai bên đã tự nguyện kí cam kết chung chấm dứt vụ kiện.

### Ảnh hưởng từ phong trào Me Too
Quá trình sản xuất của Chuyện ngày mưa ở New York trùng với thời điểm phong trào Me Too bùng nổ mạnh mẽ, khiến công chúng một lần nữa đổ dồn sự chú ý vào những cáo buộc lạm dụng tình dục chống lại Allen từ năm 1992. Tháng 10 năm 2017, một diễn viên của bộ phim, Griffin Newman, phát biểu trên Twitter rằng anh cảm thấy hối hận vì đã tham gia vào tác phẩm và sẽ không bao giờ hợp tác với Allen trong tương lai. Anh quyên góp tiền cát-xê của mình cho RAINN, tổ chức phi lợi nhuận chống tấn công tình dục lớn nhất ở Hoa Kỳ. Vào tháng 1 năm 2018, Timothée Chalamet quyên góp tiền cát-xê anh nhận được từ bộ phim cho RAINN, Time's Up (phong trào chống lại nạn quấy rối tình dục, được tổ chức bởi các nhân vật nổi tiếng ở Hollywood) và Trung tâm Cộng đồng LGBT ở New York. Selena Gomez đã ủng hộ hơn 1 triệu USD cho Time's Up, con số lớn hơn mức lương nhận được từ bộ phim của cô. Tương tự, cát-xê của Rebecca Hall cũng được cô ủng hộ cho Time's Up. Cô giải thích: "Tôi đã cân nhắc rất kĩ trước khi nói rằng quyết định [quyên góp tiền cát-xê] không đồng nghĩa với việc bày tỏ sự phán xét, theo bất cứ hình thức nào. Tôi không nghĩ rằng có bất kì ai xứng đáng phải nhận sự chỉ trích và phán xét vì một vụ việc còn quá nhiều khúc mắc" và cô làm vậy vì thấy "cắn rứt lương tâm [...]".
Jude Law không bình luận về những cáo buộc chống lại Allen mà chỉ phát biểu vào tháng 11 năm 2018 rằng việc gác lại bộ phim là một "sai lầm tai hại". Ở chiều ngược lại, vào tháng 4 năm 2019, Cherry Jones lên tiếng bảo vệ Allen: "Tôi đã đọc lại và nghiền ngẫm rất kĩ mọi mẩu thông tin mình có được về khoảng thời gian đó. Và trong thâm tâm, tôi không tin ông ấy có tội như những gì bị cáo buộc [...]. Sự thật thế nào thì tôi không rõ, nhưng tôi biết rằng nếu con người ta cứ hùa nhau lên án theo bản năng thì sự bất bình đẳng sẽ ngày một tệ hơn."

## Đón nhận

### Đánh giá chuyên môn
Trên hệ thống tổng hợp kết quả đánh giá Rotten Tomatoes, Chuyện ngày mưa ở New York có tỉ lệ đánh giá tích cực là 58% dựa trên 36 nhận xét, với điểm trung bình là 5,96/10. Trên trang Metacritic, số điểm trung bình của bộ phim là 48/100 dựa trên nhận xét của 5 nhà phê bình, cho thấy "các đánh giá trái chiều hoặc ở mức trung bình".
Jessica Kiang của Variety viết: "Mặc dù bộ phim quy tụ vài diễn viên là một trong những gương mặt sáng giá nhất thế hệ của họ, Chuyện ngày mưa ở New York như thể được sinh ra từ sự nghèo nàn đến vô cùng về mặt ý tưởng." Matt Thrift của Little White Lies tỏ ra tích cực hơn, cho rằng bộ phim là "hẳn không phải là tác phẩm hàng đầu của Allen" nhưng lại có được "những màn trình diễn tuyệt vời" từ bộ ba diễn viên chính. Viết cho Screen Daily, Lisa Nesselson ca ngợi diễn xuất của các diễn viên và lối quay phim của Vittorio Storaro là "cực kì xuất sắc". Jordan Mintzer của The Hollywood Reporter cho rằng "A Rainy Day có những giây phút rất xuất sắc cho riêng mình, hầu hết là nhờ ngôi sao Timothée Chalamet [...], người đã làm được một việc hết sức tuyệt vời khi truyền tải kiểu nhân vật phản anh hùng đậm chất Allen" và "Fanning đã rất tròn vai trong việc thể hiện một nhân vật cực kì có vấn đề", nhưng cũng nói rằng bộ phim hầu như chỉ là sự lặp lại của những tác phẩm đáng xem trước đó của Allen.
Hà Trang của Báo Tuổi Trẻ chú ý đến sự xuất hiện của những cơn mưa trong bộ phim, viết rằng: "Những cơn mưa chính là điểm nhấn xuyên suốt lặp đi lặp lại trong bộ phim. Mỗi khi cơn mưa kéo tới, các nhân vật lại có sự thay đổi trong cảm xúc của mình. Việc kết nối câu chuyện bằng những cơn mưa bất chợt đến và đi ở New York khiến tác phẩm trở nên mượt mà và nhịp nhàng." Tác giả Ân Nguyễn của VnExpress cho rằng qua bộ phim, Allen tiếp tục cho thấy sự hài hước, hóm hỉnh đồng thời cũng hàm chứa sự mỉa mai và giàu suy tư, tuy nhiên ông "thiếu đổi mới bản thân, vẫn viết kịch bản theo cách cũ từng giúp ông thành công, thay vì tạo ra các nhân vật hợp bối cảnh hiện đại."